# Милан Босиљчић
Милан Босиљчић је српски глумац. Академију завршио у класи Небојше Дугалића. Син је српског глумца Милана Босиљчића Белог, и рођак Ивана Босиљчића. Познат је по улогама Кошаркаши, Село гори, а баба се чешља, Јелена, Игра судбине, Бела лађа, Јунаци нашег доба и Црна Зорица. Глуми у Позоришту на Теразијама. Оснивач Удружења “Изражајност”.

## Лични живот
По професији је банкар, радио је у Министарству финансија. Тренирао је кошарку и роњење. Глуму је студирао на Академији уметности београдског Алфа универзитета, а са њим на класи били су Хана Селимовић, Милица Стефановић, Душица Новаковић, Сандра Сара Оклобџија, Тијана Печенчић, Искра Брајовић, Слободан Роксандић, Немања Вановић, Стефан Бундало, Марко Миловановић и Бојан Перић.
Аутор је бесплатне радионице Невербална комуникација кроз плес.

## Филмографија
| Год.       | Назив                      | Улога                     |
| ---------- | -------------------------- | ------------------------- |
| 2000-те    |                            |                           |
| 2005.      | Кошаркаши                  | Тенк                      |
| 2007.      | Село гори, а баба се чешља | Џони                      |
| 2010-те    |                            |                           |
| 2012.      | Бела лађа                  | Колаковић                 |
| 2012.      | Црна Зорица                | Макс                      |
| 2017.      | Истине и лажи              | Благота Баћа              |
| 2019-2022. | Јунаци нашег доба          | Милорад “Мића” Маринковић |
| 2020-2025. | Игра судбине               | Kомарац/Маринко           |

## Представе
| Представа          | Улога                           |
| ------------------ | ------------------------------- |
| Цигани лете у небо | Отац Зобар – Десимир Станојевић |
| Мистер Долар       | Љубинко Балабановић             |
| Бриљантин          | Кеники                          |
| На слово, на слово | Позориште на Теразијама         |
| Буђење             | Хипнос                          |
| Слатка Черити      | Позориште на Теразијама         |